# Mònica Huguet i Esteras
Mònica Huguet Esteras (Barcelona, 3 d'agost del 1962) és una periodista, presentadora i realitzadora de televisió a TV3, Corporació Catalana de Mitjans Audiovisuals, CCMA.
Llicenciada en Ciències de la informació per la UAB, va ser la primera presentadora del Telenotícies Migdia de TV3 l'abril del 1984 juntament amb Salvador Alsius. Els 10 anys següents va presentar diverses edicions dels informatius, el mateix TN Migdia i també el TN Vespre i el TN Comarques, a més de programes electorals i especials.
El 1996 sotsdirigí i presentà el programa Néixer és cosa de 3, el primer docudrama que es va fer a Catalunya i a Espanya. Ideat i dirigit per Jaume Vilalta, Néixer és cosa de 3 feia un seguiment de l'embaràs, part i criança dels fills de diverses famílies. A partir del 1997 i durant 10 anys, dirigí i presentà els espais de reportatges curts La Revista i De Vacances. Aquest programa va merèixer el premi a la promoció del turisme de la Generalitat de Catalunya. De Vacances va donar lloc als llibres de rutes i lleure D'excursió, fets conjuntament amb la periodista Griselda Guiteras i editats per Pòrtic. També és l'autora del documental d'una hora Gaudí, sobre l'obra de l'arquitecte modernista, que es va emetre el 2002 amb motiu de l’Any Gaudí. Entre els anys 2005 i 2009, va ser sotscap de la secció de Societat de la redacció d'Informatius i, tot seguit, va ser nomenada cap de la secció de Cultura, càrrec que va exercir durant vuit anys.
El 2017 va treballar durant uns mesos com a sotsdirectora del programa d'entrevistes Fora de sèrie i, a partir del setembre, va passar a ser guionista del programa Al cotxe!, el qual va passar a dirigir el gener del 2021. Durant l’aturada d'aquest programa deguda al confinament per la pandèmia de coronavirus, la primavera del 2020, va estar treballant en el programa Primera Línia, dedicat a les persones que feien front al virus. El 1988 va ser una de les protagonistes de la pel·lícula El complot dels anells, de Francesc Bellmunt.

## Publicacions
- 1999/ 2000 /2001 - D'excursió, les rutes de l'espai De Vacances  (Editorial Pòrtic)